# Ceroma similis
Ceroma similis är en spindeldjursart som beskrevs av Roewer 1941. Ceroma similis ingår i släktet Ceroma och familjen Ceromidae. Inga underarter finns listade i Catalogue of Life.